# Pohronský Ruskov
Pohronský Ruskov – wieś (obec) na Słowacji położona w kraju nitrzańskim, w powiecie Levice. Pierwsze wzmianki o miejscowości pochodzą z roku 1269. 
Według danych z dnia 31 grudnia 2012, wieś zamieszkiwało 1316 osób, w tym 671 kobiet i 645 mężczyzn.
W 2001 roku rozkład populacji względem narodowości i przynależności etnicznej wyglądał następująco:
- Słowacy – 36,05%
- Czesi – 0,38%
- Romowie – 1,51%
- Ukraińcy – 0,15%
- Węgrzy – 61,61%

Ze względu na wyznawaną religię struktura mieszkańców kształtowała się w 2001 roku następująco:
- Katolicy rzymscy – 73,08%
- Grekokatolicy – 0,38%
- Ewangelicy – 7,01%
- Prawosławni – 0,08%
- Ateiści – 11,01%
- Przedstawiciele innych wyznań – 0,08%
- Nie podano – 2,04%